# Киракосян, Богдан Мурадович
Киракосян, Богдан Мурадович (р. 15 июля 1912, Батуми — 3 апреля 1972) — заслуженный архитектор Аджарской АССР.

## Биография
Родители выходцы из Западной Армении (Муш, Битлис).
В 1931 году с отличием закончил Батумский индустриальный техникум.
В 1934 году спроектировал колоннады Батумского приморского парка, за что получил первую премию Союза архитекторов СССР. Принимал участие в реконструкции Красной площади совместно с М. Щусевым и А. Мндоянцем.
В 1943 году закончил Тбилисский индустриальный институт по специальности архитектура. После окончания института, в течение шести лет работал на ответственных должностях. в строительных и проектных организациях города.
С 1939 по 1945 годы был начальником проектного бюро Батгорисполкома и начальником строительства Батгорисполкома.
За проект Батумского летнего театра на 800 мест (1948) совместно с К. Джавахишвили получил вторую премию на Всесоюзном конкурсе в Москве.
Реконструировал батумский цирк, создал проект общежития цирка. По его проектам были построены здание акушерско-гинекологической больницы и детской поликлиники, жилые дома.
В 1955 году был назначен начальником отдела архитектуры и планирования Государственного проектного института «Грузгипрострой».
В списке работ — дома культуры в Махарадзе, Натанеби, дома культуры на Украине (Винница). До сих пор сохранилось интересное здание ресторана «Махинджаури».
Умер 3 апреля 1972 года в Грузии.